# USS Little (DD-803)
USS Little (DD-803) — эскадренный миноносец типа «Флетчер», в период Второй мировой войны состоявший на вооружении ВМС США.
USS Little (DD-803), эсминец, был вторым кораблём военно-морского флота США, который был назван в честь капитана Джордж Литтла (1754—1809).
Little был заложен на Тодд-Тихоокеанской верфи, Сиэтл, штат Вашингтон, 13 сентября 1943 года. Сдан в эксплуатацию 19 августа 1944 года .

## История
После испытаний Little отправился в Сиэтл 11 ноября 1944 сопровождать конвой в Перл-Харбор. Little прибыл 23 ноября и участвовал в артиллерийских стрельбах. 22 января 1945 года он получил задание и отправился с группой десантных кораблей на атолл Эниветок для подготовки вторжения на Иводзиму. Последние приготовления были сделаны на острове Сайпан, и 15 февраля Little отправился к месту высадки десанта.
Вторжение на Иводзиму начали 19 февраля. Little обеспечивал огневую поддержку сухопутных войск до 24, когда эсминец вернулся на Сайпан. Little вернулась 4 марта для оказания огневой поддержки и выполнения радиолокационного дозора и вернулся на Сайпан 14 марта для подготовки вторжения на Окинаву.
Little отплыл на Окинаву 27 марта. Эсминец входил в группу которая отвлекала внимание противника от места которое предназначалась для основных сил десанта. После выполнения этой диверсии 1 и 2 апреля, Little обеспечивал охрану транспорта и сопровождал десантные корабли к пляжам. 19 апреля она была заказана на патрулирование, где она оставалась до 24 апреля-невредимым, несмотря на неустанные нападения комикадзе.
3 мая Little и Аарон Уорд (DM-34) были снова на патрулировании. В 18:13 18 до 24 самолетов атаковали из-под облаков. Аарон Уорд отразил первую атаку в 18:41.Мгновение спустя Little ударили по левому борту. В течение 4 минут еще три камикадзе ударили эсминец, сломав ему киль. В 19:55 Little утонул.

## Награды
Little получил две звезды боевые заслуги.